# 米国民政府乱入事件
米国民政府乱入事件（べいこくみんせいふらんにゅうじけん）は、1969年7月25日にアメリカ占領下の沖縄の浦添村（現：浦添市）の琉球列島米国民政府庁舎に過激派学生が不法侵入した事件である。

## 事件の発端
1969年7月、知花弾薬庫でVXガス漏れ事故が発生し、アメリカ軍が沖縄に毒ガスを隠密裏に貯蔵していることが明らかになった。

## 事件の概要
1969年7月25日、琉球大学の過激派学生が男子寮前に集結し、米軍に対する抗議集会を開催した。その後、浦添村の琉球列島米国民政府庁舎に移動し、正面玄関から侵入して星条旗を引きずり降ろしたりして気勢をあげた。
米国民政府の通報により、琉球警察の機動隊が駆けつけたが、すでに過激派学生は退却していた。機動隊は過激派学生を乗せているバスを発見し、バスごと警察本部まで誘導し、乗っていた過激派学生76人を逮捕した。